# Pycreus pauper
Pycreus pauper är en halvgräsart som först beskrevs av Ferdinand von Hochstetter och Achille Richard, och fick sitt nu gällande namn av Charles Baron Clarke. Pycreus pauper ingår i släktet Pycreus och familjen halvgräs. IUCN kategoriserar arten globalt som livskraftig. Inga underarter finns listade i Catalogue of Life.